# Душица критская
Душица критская, или Душица диктамнус (лат. Origanum dictamnus) — один из видов душицы. Известен как мифический диктамнон. Латинский таксон происходит от названия гор Дикти на Крите.

## Ареал
В диком виде Origanum dictamnus произрастает исключительно на Крите.

## Описание вида
Душица диктамнус — многолетнее травянистое растение высотой 20-30 см (реже до 1 м), с собранными в соцветия цветками розового цвета с крупными пурпурными кроющими листьями, напоминающие формой шишки хмеля.

## Применение
Душица критская культивируется на острове Крит и используется в составе местных травяных сборов. В растении содержатся такие вещества, как тимол и карвакрол, поэтому диктамнон может использоваться при производстве противобактериальных средств Также считается, что Гиппократ использовал диктамнон при болях в желудке.
Масло душицы критской входит в состав средств для лечебных paстираний, особенно при ревматизме.

## В культуре
В поэме Вергилия «Энеида» богиня Венера исцеляет раненого стрелой Энея при помощи настойки из этой травы, которую она сорвала на склонах Иды.

## Галерея

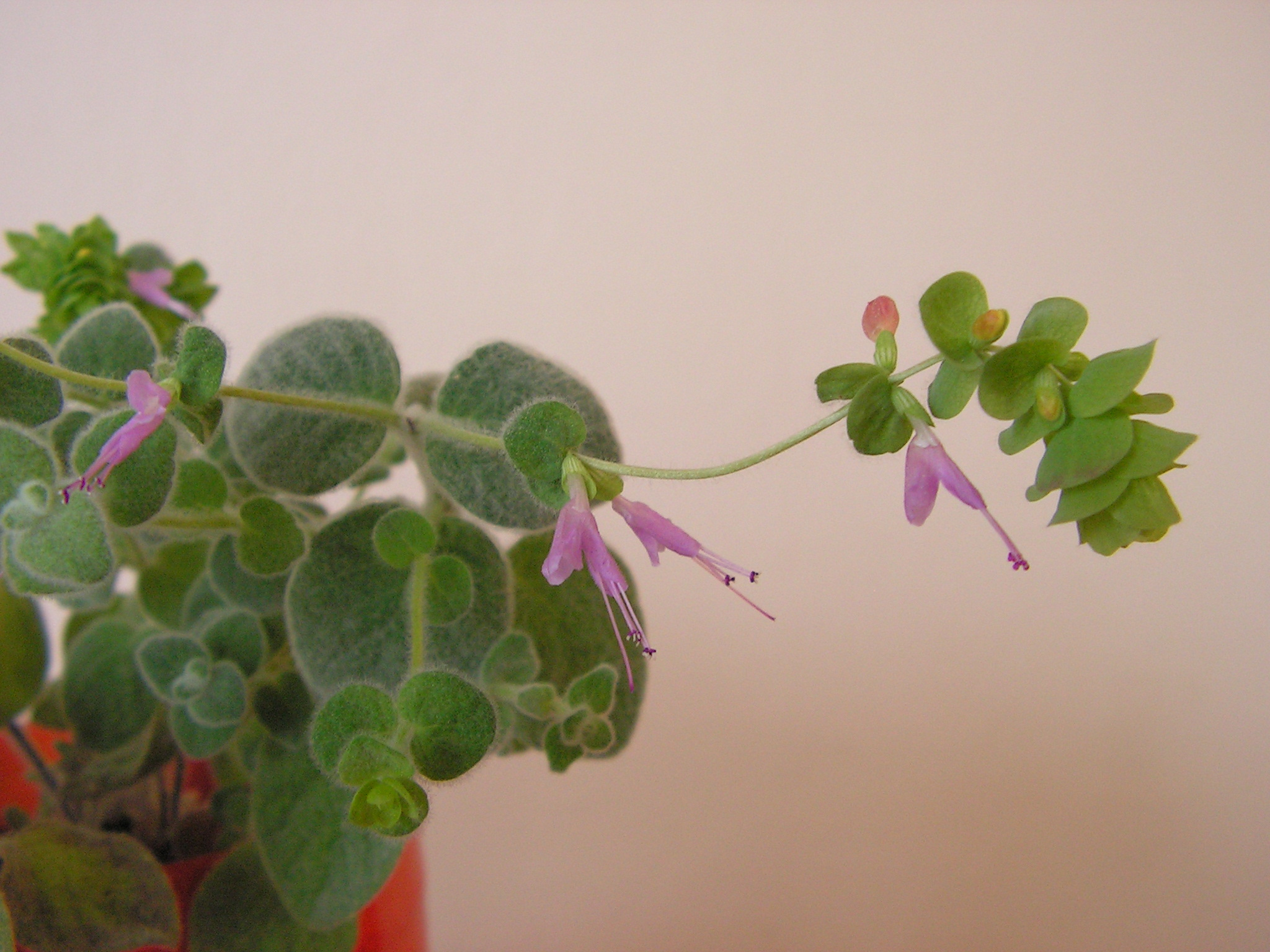
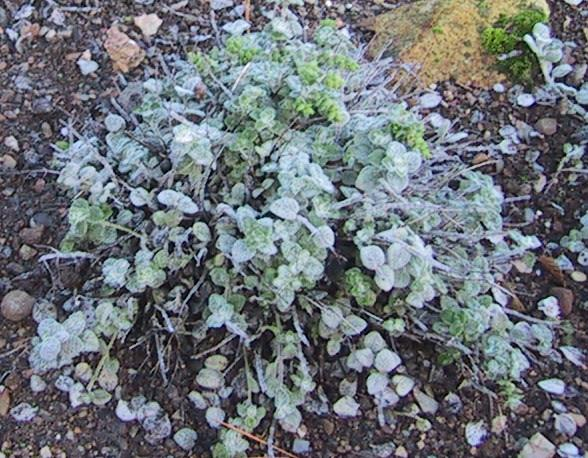
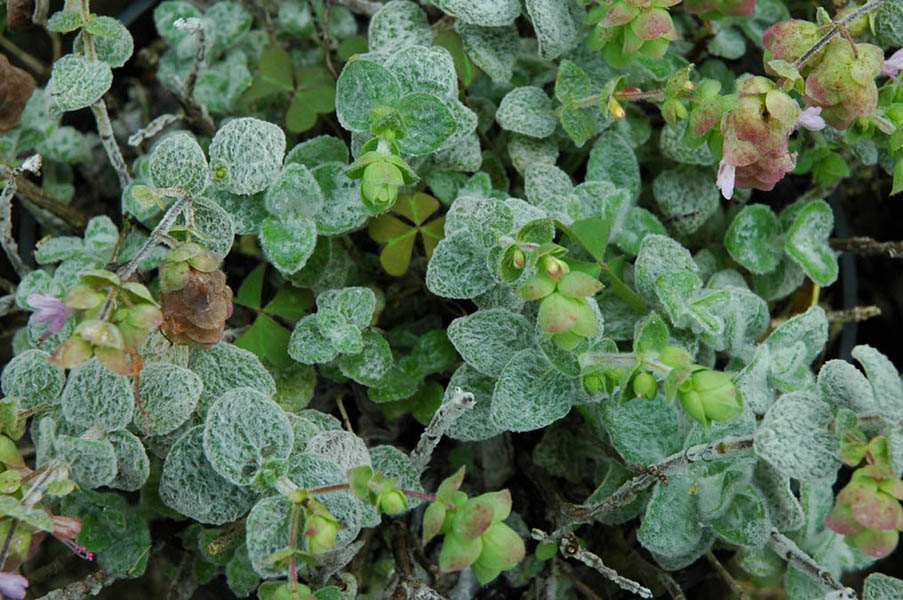
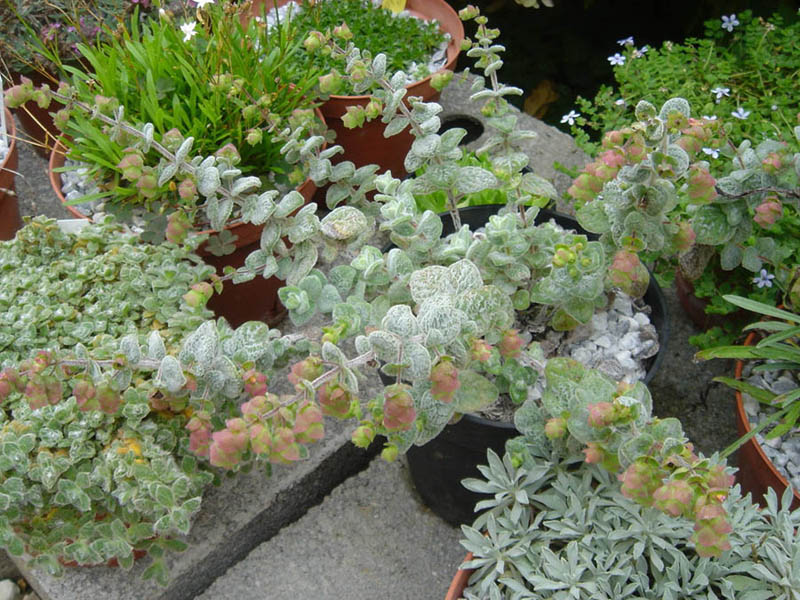